# Billie Jean King Cup 2020-2021 Zona Asia/Oceania
La Zona Asia/Oceania (Asia/Oceania Zone) è una delle tre divisioni zonali nell'ambito della Billie Jean King Cup 2020-2021.
Essa è a sua volta suddivisa in due gruppi (Gruppo I, Gruppo II) formati rispettivamente da 6 e 8 squadre, inserite in tali gruppi in base ai risultati ottenuti l'anno precedente. Questi due gruppi sono vere e proprie categorie aventi un rapporto gerarchico fra di loro, equivalenti rispettivamente al terzo e al quarto livello di competizione.
Il Gruppo II della zona Euro-Africana è l'ultima categoria nell'ordine, pertanto in tale categoria non sono previste retrocessioni.

## Gruppo I
- Sede: Aviation Club Tennis Centre, Dubai, Emirati Arabi Uniti (cemento)
- Periodo: 3-7 marzo 2020

Le sei squadre sono inserite in un girone unico (Pool). Le prime due classificate prendono parte a degli spareggi per accedere alle qualificazioni della Billie Jean King Cup 2022.

Le due squadre classificatesi nelle ultime due posizioni retrocedono nel Gruppo II.
|   | Pool A              | Cina (bandiera) | India (bandiera) | Corea del Sud (bandiera) | Indonesia (bandiera) | Taipei cinese (bandiera) | Uzbekistan (bandiera) |
| 1 | Cina (5-0)          |                 | 3-0              | 3-0                      | 3-0                  | 3-0                      | 2-1                   |
| 2 | India (4-1)         | 0-3             |                  | 2-1                      | 2-1                  | 2-1                      | 3-0                   |
| 3 | Corea del Sud (2-3) | 0-3             | 1-2              |                          | 2-1                  | 1-2                      | 3-0                   |
| 4 | Indonesia (2-3)     | 0-3             | 1-2              | 1-2                      |                      | 2-1                      | 3-0                   |
| 5 | Taipei cinese (2-3) | 0-3             | 1-2              | 2-1                      | 1-2                  |                          | 2-1                   |
| 6 | Uzbekistan (0-5)    | 1-2             | 0-3              | 0-3                      | 0-3                  | 1-2                      |                       |

### Verdetti
- Cina e  India ammessi ai play-off.
- Taipei cinese e  Uzbekistan retrocessi nel Gruppo II.

## Gruppo II
- Sede 1: Renouf Tennis Center, Wellington, Nuova Zelanda (cemento)
- Sede 2: National Tennis Center, Kuala Lumpur, Malaysia (cemento)
- Periodo: 4-8 febbraio (Wellington), TBA (Kuala Lumpur)

### Gruppi
|   | Pool A (Wellington) | Nuova Zelanda (bandiera) | Pakistan (bandiera) | Mongolia (bandiera) | Singapore (bandiera) |
| 1 | Nuova Zelanda (3–0) |                          | 3–0                 | 3–0                 | 3–0                  |
| 2 | Pakistan (2–1)      | 0–3                      |                     | 2–1                 | 2–1                  |
| 3 | Mongolia (1–2)      | 0–3                      | 1–2                 |                     | 2–1                  |
| 4 | Singapore (0–3)     | 0–3                      | 1–2                 | 1–2                 |                      |

|   | Pool B (Wellington) | Filippine (bandiera) | Thailandia (bandiera) | Guam (bandiera) | Turkmenistan (bandiera) |
| 1 | Filippine (3–0)     |                      | 2–1                   | 3–0             | 3–0                     |
| 2 | Thailandia (2–1)    | 1–2                  |                       | 3–0             | 3–0                     |
| 3 | Guam (1–2)          | 0–3                  | 0–3                   |                 | 3–0                     |
| 4 | Turkmenistan (0–3)  | 0–3                  | 0–3                   | 0–3             |                         |

### Spareggi promozione
| Nuova Zelanda 2 | Renouf Tennis Centre, Wellington, Nuova Zelanda 8 febbraio 2020 Cemento | Renouf Tennis Centre, Wellington, Nuova Zelanda 8 febbraio 2020 Cemento | Filippine 1 |     |          |  |
| \| \| \| \| 1 \| 2 \| 3 \| \| \| - \| \| --------------------------------------------------------------------- \| --- \| --- \| -------- \| \| \| 1 \| \| Valentina Ivanov Shaira Hope Rivera \| 7 5 \| 6 1 \| \| \| \| 2 \| \| Paige Hourigan Marian Capadocia \| 6 2 \| 6 3 \| \| \| \| 3 \| \| Emily Fanning / Kelly Southwood Marian Capadocia / Shaira Hope Rivera \| 3 6 \| 6 4 \| [9] [11] \| \| |                                                                         |                                                                         |             |     |          |  |
| |                                                                         |                                                                         | 1           | 2   | 3        |  |
| 1 | Nuova Zelanda (bandiera) · Filippine (bandiera)                         | Valentina Ivanov Shaira Hope Rivera                                     | 7 5         | 6 1 |          |  |
| 2 | Nuova Zelanda (bandiera) · Filippine (bandiera)                         | Paige Hourigan Marian Capadocia                                         | 6 2         | 6 3 |          |  |
| 3 | Nuova Zelanda (bandiera) · Filippine (bandiera)                         | Emily Fanning / Kelly Southwood Marian Capadocia / Shaira Hope Rivera   | 3 6         | 6 4 | [9] [11] |  |

### Spareggio 3º/4º posto
| Thailandia 3 | Renouf Tennis Centre, Wellington, Nuova Zelanda 8 febbraio 2020 Cemento | Renouf Tennis Centre, Wellington, Nuova Zelanda 8 febbraio 2020 Cemento | Pakistan 0 |      |     |  |
| \| \| \| \| 1 \| 2 \| 3 \| \| \| - \| \| ----------------------------------------------------------------------- \| --- \| ---- \| --- \| \| \| 1 \| \| Watsachol Sawatdee Mahin Qureshi \| 6 3 \| 6 0 \| \| \| \| 2 \| \| Anchisa Chanta Ushna Suhail \| 6 3 \| 63 7 \| 6 2 \| \| \| 3 \| \| Tamachan Momkoonthod / Tamarine Tanasugarn Meheq Khokhar / Sara Mansoor \| 6 0 \| 6 1 \| \| \| |                                                                         |                                                                         |            |      |     |  |
| |                                                                         |                                                                         | 1          | 2    | 3   |  |
| 1 | Thailandia (bandiera) · Pakistan (bandiera)                             | Watsachol Sawatdee Mahin Qureshi                                        | 6 3        | 6 0  |     |  |
| 2 | Thailandia (bandiera) · Pakistan (bandiera)                             | Anchisa Chanta Ushna Suhail                                             | 6 3        | 63 7 | 6 2 |  |
| 3 | Thailandia (bandiera) · Pakistan (bandiera)                             | Tamachan Momkoonthod / Tamarine Tanasugarn Meheq Khokhar / Sara Mansoor | 6 0        | 6 1  |     |  |

### Spareggio 5º/6º posto
| Guam 3 | Renouf Tennis Centre, Wellington, Nuova Zelanda 8 febbraio 2020 Cemento | Renouf Tennis Centre, Wellington, Nuova Zelanda 8 febbraio 2020 Cemento | Mongolia 0 |      |      |  |
| \| \| \| \| 1 \| 2 \| 3 \| \| \| - \| \| --------------------------------------------------------------------- \| --- \| ---- \| ---- \| \| \| 1 \| \| Katrina Lai Shinejargal Battur \| 6 2 \| 6 2 \| \| \| \| 2 \| \| Nadine Del Carmen Jargal Altansarnai \| 0 6 \| 7 5 \| 6 2 \| \| \| 3 \| \| Charlayne Espinosa / Katrina Lai Shinejargal Battur / Bolor Enkhbayar \| 6 1 \| 63 7 \| 10 4 \| \| |                                                                         |                                                                         |            |      |      |  |
| |                                                                         |                                                                         | 1          | 2    | 3    |  |
| 1 | Guam (bandiera) · Mongolia (bandiera)                                   | Katrina Lai Shinejargal Battur                                          | 6 2        | 6 2  |      |  |
| 2 | Guam (bandiera) · Mongolia (bandiera)                                   | Nadine Del Carmen Jargal Altansarnai                                    | 0 6        | 7 5  | 6 2  |  |
| 3 | Guam (bandiera) · Mongolia (bandiera)                                   | Charlayne Espinosa / Katrina Lai Shinejargal Battur / Bolor Enkhbayar   | 6 1        | 63 7 | 10 4 |  |

### Spareggio 7º/8º posto
| Singapore 2 | Renouf Tennis Centre, Wellington, Nuova Zelanda 8 febbraio 2020 Cemento | Renouf Tennis Centre, Wellington, Nuova Zelanda 8 febbraio 2020 Cemento | Turkmenistan 0 |     |   |             |
| \| \| \| \| 1 \| 2 \| 3 \| \| \| - \| \| --------------------------------------------------------- \| --- \| --- \| - \| ----------- \| \| 1 \| \| Sarah Pang Arzuv Klycheva \| 7 5 \| 6 2 \| \| \| \| 2 \| \| Izabella Tan Hui-xin Bahar Toymyradova \| 6 1 \| 6 3 \| \| \| \| 3 \| \| Sarah Pang / Tammy Tan Rozhan Karajayeva / Arzuv Klycheva \| \| \| \| non giocato \| |                                                                         |                                                                         |                |     |   |             |
| |                                                                         |                                                                         | 1              | 2   | 3 |             |
| 1 | Singapore (bandiera) · Turkmenistan (bandiera)                          | Sarah Pang Arzuv Klycheva                                               | 7 5            | 6 2 |   |             |
| 2 | Singapore (bandiera) · Turkmenistan (bandiera)                          | Izabella Tan Hui-xin Bahar Toymyradova                                  | 6 1            | 6 3 |   |             |
| 3 | Singapore (bandiera) · Turkmenistan (bandiera)                          | Sarah Pang / Tammy Tan Rozhan Karajayeva / Arzuv Klycheva               |                |     |   | non giocato |

### Piazzamento finale
| Posto            | Squadre       | Squadre |
| Promozione/Prima | Nuova Zelanda |         |
| Seconda          | Filippine     |         |
| Terza            | Thailandia    |         |
| Quarta           | Pakistan      |         |
| Quinta           | Guam          |         |
| Sesta            | Mongolia      |         |
| Settima          | Singapore     |         |
| Ottava           | Turkmenistan  |         |

- Nuova Zelanda è stata promossa al Gruppo I della zona Asia/Oceania nel 2022.